# Bike Aid
Bike Aid is een wielerploeg die een Duitse licentie heeft. De ploeg bestaat sinds 2011 en komt sinds 2014 uit in de continentale circuits van de UCI. Matthias Schnapka is de manager van de ploeg. In de ploeg rijden zowel Duitse, als Afrikaanse wielrenners.

## Bekende (oud-)renners
Duitsers
Lucas Carstensen (2014, 2018-2022)
Justin Wolf (2014, 2019-2021)
Nikodemus Holler (2015-2022)
Tino Thömel (2017–2018)
Overig
 Dan Craven (2014)
 Mekseb Debesay (2014–2015, 2019-2021)
 Maarten de Jonge (2015)
 Meron Teshome Hagos (2016-2018)
 Adne van Engelen (2017-2022)
 Peter Koning (2019)
 Erik Bergström Frisk (2020-2021)
 Jesse de Rooij (2020-2022)
 Azzedine Lagab (2021)
 Dawit Yemane (2021-)
 Wesley Mol (2022-2023)
 Jesse Ewart (2022)
 Henok Mulubrhan (2022)
 Antoine Berlin (2024-)

## Overwinningen
2014
5e etappe Ronde van Kameroen: Daniel Bichlmann
Eindklassement Ronde van Kameroen: Dan Craven
4e etappe Grand Prix Chantal Biya: Mekseb Debesay
Eindklassement Grand Prix Chantal Biya: Mekseb Debesay
1e etappe Ronde van Rwanda: Mekseb Debesay
6e etappe Ronde van Rwanda: Mekseb Debesay
2015
4e etappe Ronde van de Onafhankelijke Dominicaanse Republiek: Yannick Mayer
1e etappe Ronde van Blida: Mekseb Debesay
Eindklassement Ronde van Blida: Mekseb Debesay
Criterium van Sétif: Mekseb Debesay
3e etappe Ronde van Sétif: Mekseb Debesay
8e etappe Ronde van Burkina Faso: Mekseb Debesay
1e etappe Ronde van Rwanda: Mekseb Debesay
4e etappe Ronde van Rwanda: Mekseb Debesay
2016
5e etappe Ronde van Kameroen: Jean Bosco Nsengimana
2e etappe Ronde van Eritrea: Meron Teshome Hagos
4e etappe Grand Prix Chantal Biya: Jean Bosco Nsengimana
2017
2e etappe Ronde van Kameroen: Nikodemus Holler
3e etappe Ronde van Kameroen: Meron Teshome Hagos
5e etappe Ronde van Kameroen: Meron Teshome Hagos
Eindklassement Ronde van Kameroen: Nikodemus Holler
4e etappe Ronde van het Poyangmeer: Nikodemus Holler
5e etappe Ronde van het Poyangmeer: Nikodemus Holler
Eindklassement Ronde van het Poyangmeer: Nikodemus Holler
1e etappe Ronde van Eritrea: Meron Teshome Hagos
3e etappe Ronde van Eritrea: Meron Teshome Hagos
3e etappe Ronde van Oekraïne: Tino Thömel
2018
1e etappe La Tropicale Amissa Bongo: Lucas Carstensen
3e etappe Ronde van Sharjah: Salim Kipkemboi
5e etappe Rás Tailteann: Lucas Carstensen
4e etappe Ronde van Hongarije: Nikodemus Holler
5e etappe Ronde van Hongarije: Nikodemus Holler
2e etappe Ronde van Hainan: Lucas Carstensen
6e etappe Ronde van Singkarak: Clint Hendricks
8e etappe Ronde van Singkarak: Nikodemus Holler
1e etappe Ronde van het Poyangmeer: Nikodemus Holler
5e etappe Ronde van het Poyangmeer: Tino Thömel
10e etappe Ronde van het Poyangmeer: Adne van Engelen
2019
Grote Prijs van Alanya: Lucas Carstensen
2e etappe Ronde van Mersin: Aaron Grosser
3e etappe Ronde van Mersin: Peter Koning
Eindklassement Ronde van Mersin: Peter Koning
1e etappe Ronde van het Poyangmeer: Lucas Carstensen
8e etappe Ronde van het Poyangmeer: Lucas Carstensen
2020
Proloog Ronde van Sibiu: Nikodemus Holler
Proloog Ronde van Roemenië: Justin Wolf
2e etappe Ronde van Roemenië: Lucas Carstensen
2e etappe Ronde van Thailand: Lucas Carstensen
5e etappe Ronde van Thailand: Lucas Carstensen
Eindklassement Ronde van Thailand: Nikodemus Holler
2021
1e etappe Ronde van Mevlana: Justin Wolf
1e etappe Belgrado-Banjaluka: Justin Wolf
6e etappe Ronde van Bretagne: Justin Wolf
1e etappe Ronde van Thailand: Lucas Carstensen
2e etappe Ronde van Thailand: Lucas Carstensen
4e etappe Ronde van Thailand: Lucas Carstensen
5e etappe Ronde van Thailand: Lucas Carstensen
6e etappe Ronde van Thailand: Adne van Engelen
2022
1e etappe Ronde van Roemenië: Lucas Carstensen
3e etappe Ronde van Servië: Dawit Yemane
Eindklassement Ronde van Servië: Dawit Yemane
2e etappe Ronde van Iran (Azerbeidzjan): Lucas Carstensen
2024
1e etappe Ronde van Mersin: Dawit Yemane
5e etappe Ronde van het Poyangmeer: Dawit Yemane
2025
Ploegenklassement Ronde van Rwanda
1e etappe Ronde van Iran (Azerbeidzjan): Milkias Maekele
3e etappe Ronde van Iran: Dawit Yemane
Jongerenklassement Ronde van Iran: Milkias Maekele
Ploegenklassement Ronde van Iran: (Bouvier, Habteab, Maekele, Reuß, Yemane)
3e etappe Ronde van Sibiu: Anton Schiffer